# 8279 Cuzco
A 8279 Cuzco (ideiglenes jelöléssel 1991 PN7) a Naprendszer kisbolygóövében található aszteroida. Eric Walter Elst fedezte fel 1991. augusztus 6-án.